# Ctenus feai
Ctenus feai är en spindelart som beskrevs av F. O. Pickard-Cambridge 1902. Ctenus feai ingår i släktet Ctenus och familjen Ctenidae.
Artens utbredningsområde är Myanmar. Inga underarter finns listade i Catalogue of Life.